# خوسيه سانشيز (دراج)
خوسيه سانشيز (بالإسبانية: José Sánchez)‏ هو دراج كوستاريكي، ولد في 27 يوليو 1941 في سان خوسيه في كوستاريكا.

## وصلات خارجية
- خوسيه سانشيز على موقع أرشيف الدراجات (الإنجليزية)
- خوسيه سانشيز على موقع أوليمبيديا (الإنجليزية)